# ماعز الكشمير الأسترالي

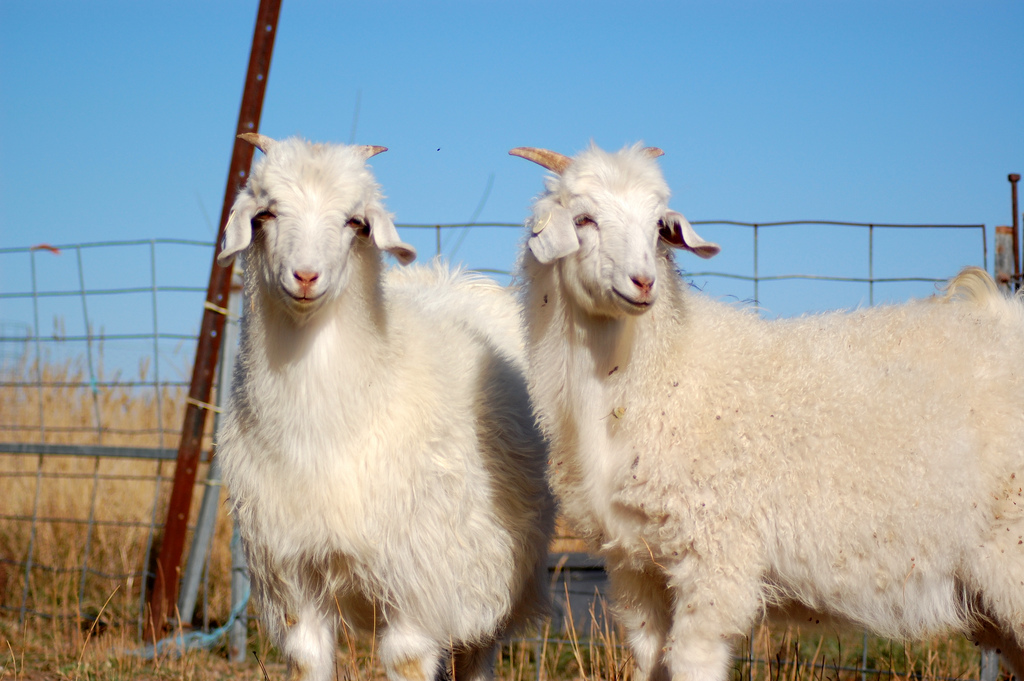
ماعز الكشمير الأسترالي.

ماعز الكشمير الأسترالي هي سلالة ماعز محلية نشأت في أستراليا. بالرغم من احتفاظها بمعدلات الخصوبة العالية، إلا أنها مختلفة من حيث المظهر والمزاج. في منتصف الشتاء تكتسي الماعز بغطاء كثيف من الكشمير الطويل.

## النشأة
قام البحارة البرتغاليون والهولنديون بإطلاق الماعز على السواحل الأسترالية قبل أمد طويل من سيطرة البريطانيين على أستراليا. الماعز تم إحضارها من مناطق مختلفة وتأقلمت بسهولة مع البيئة الأسترالية. ويليام رايلي، في عام 1832 استورد ماعز أنغورة إلى رابي، نيو ساوث ويلز. في تلك السنة قدم ورقة للجمعية الزراعية والبستانية في نيو ساوث ويلز، في محاولة لتشجيع وتطوير صناعة الكشمير في أستراليا. الأمر استغرق 150 سنة لمزيد من الرعاة الأسترالية لتطوير بعض أفكاره.